# Інкулец
Інкулец (рум. Inculeț) — село в Оргіївському районі Молдови. Входить до складу комуни, адміністративним центром якої є село Зоріле.

## Населення
За даними перепису населення 2004 року у селі проживали 175 осіб.
Національний склад населення села:
| Національність | Кількість осіб | Відсоток |
| -------------- | -------------- | -------- |
| молдавани      | 172            | 98,3%    |
| росіяни        | 3              | 1,7%     |
| Всього         | 175            | 100%     |